# Испытания Аполлона. Горящий лабиринт
«Испытания Аполлона. Горящий лабиринт» (англ. The Burning Maze) — американский приключенческий роман в жанре фэнтези 2018 года, написанный Риком Риорданом. Сюжет основан на греческой мифологии и римской мифологии. Книга была выпущена 1 мая 2018 года, являясь третьей частью цикла Испытания Аполлона, — второго спин-оффа серии Перси Джексон и Олимпийцы.
Главным героем истории вновь выступает греческий бог Аполлон, превращённый его отцом Зевсом в 16-летнего смертного подростка, который, с целью возвращения бессмертия, стремится освободить пять оракулов Древней Греции из-под влияния «Триумвират Холдингс», группы, состоящей из трёх римских императоров. В сопровождении Мэг МакКэффри и сатира Гроувера Ундервуда Аполлон отправляется в Лабиринт, движимый поиском Эритрейской Сивиллы, — следующего оракула, который должен быть спасён.
Роман вышел в твёрдом переплёте, в формате аудиокниги и электронной книги, а также в мягком переплёте. Художником обложки выступил Джон Рокко. «Горящий лабиринт» получил положительные отзывы от критиков, которые высоко оценили рассказ от лица Аполлона и юмористическую составляющую книги. Считается бестселлером по версии Amazon.

## Сюжет
События книги начинаются два дня спустя после завершения предыдущего романа, «Тёмного пророчества». Аполлон, Мэг МакКэффри и Гроувер Ундервуд путешествуют по Лабиринту, убегая от атакующих стриксов, посланных третьим императором, что им успешно удаётся. В то же время, у Аполлона появляется видение захваченной Эритрейской Сивиллы, которую он намеревается спасти. Группа отправляется в Эталес, оранжерею, построенную отцом Мэг, которая в настоящее время является базой Гроувера. Они знакомятся с духами деревьев, среди которых оказываются Джошуа, Опунция и Алоэ Вера. Также они встречают Мелли, которая просит их найти её мужа, Глисона Хеджа, в магазине боеприпасов, где они сражаются с Невием Суторием Макроном и его автоматонами, а также шпионят за говорящей лошадью, инструктирующего слугу уничтожить Эталес. Аполлон приходит к выводу, что этот конь — Инцитат, а его владелец — третий император «Триумвират Холдингс», Калигула.
Группа возвращается в Эталес и передаёт новости духам. Гроувер рассказывает Аполлону о горящей части Лабиринта, которая вызывает засухи и нехватку воды в надземном мире. Хедж и Мелли добавляют, что Пайпер МакЛин и Джейсон Грейс исследовали Лабиринт. Аполлон решет встретиться с ними. Мэг сажает семена, с помощью которых её отец планировал перевоплотить мелий. Аполлон, Мэг и Гроувер встречают Пайпер, а затем и Джейсона, с которым она рассталась некоторое время назад. Джейсон тайно сообщает Аполлону, что Герофила предсказала ему, что если он и Пайпер вместе отправятся в Лабиринт, один из них умрёт. Он берёт слово с Аполлона продолжить его работу по возведению храмов для всех богов в обоих лагерях в случае его смерти. Группу захватывают пандаи, за попытку выкрасть калиги Калигулы, необходимые для проникновения в Горящий лабиринт. Аполлон угрожает убить себя, если Калигула не освободит его друзей, поскольку последний намеревается поглотить его сущность и стать новым богом солнца. Аполлон наносит удар себе стрелой, оказавшейся стрелой Додоны, поэтому ранение не становится смертельным, в то время как Джейсон выпускает торнадо, чтобы спасти друзей, сражается с Калигулой и получает удар в спину, что приводит к его смерти.
Пайпер и Аполлон относят тело Джейсона в дом МакЛинов. Гроувер, Аполлон и Мэг находят вход в горящий Лабиринт с помощью Креста, молодого, дружелюбного, любящего музыку пандоса. Надев калиги, Аполлон вместе с Мэг и Гроувером проникает в лабиринт, решая ряд головоломок для продвижения, которые вместе составляют пророчество. Тем не менее, по пути Аполлон даёт неправильный ответ и группа падает в пропасть. Аполлон убеждает сущность Гелиоса, отступить, в обмен на убийство Медеи. Они находят закованную в цепи Герофилу и продолжают разгадывать пророчество. Их прерывает Медея, которая приковывает Аполлона к пьедесталу Герофилы, планируя объединить сущности Аполлона и Гелиоса для создания ихора для Калигулы и превратить его в нового бога солнца. Скованный Аполлон сопротивляется песнопениям Медеи с помощью Креста и завершает пророчество, в котором говорится, что «Аполлон взглянет в лицо смерти в гробнице Тарквиния, если дверь к безмолвному богу не откроет дитя Белонны», ссылаясь на Рейну, одного двух преторов в Лагере Юпитера. Появляется Пайпер, в сопровождении недавно выращенных мелий, и убивает Медею. Гелиос покидает мир живых, в результате чего прекращаются пожары. Мелии быстро присоединяются к Мэг, которую они признают своим плантатором и дочерью своего создателя, отца Мэг. Выйдя из Лабиринта, они сталкиваются с пандаями во главе с Инцитатом, который сообщает, что Калигула собирается лично уничтожить Лагерь Юпитера после предыдущей неудачи. Мелии быстро справляются с пандаями и убивают Инцитата. Вернувшись в Эталес, Гроувер сообщает о прекращении пожаров, и мелии обещают остаться в Эталесе, чтобы защитить его. Пайпер организовывает для Аполлона и Мэг самолёт и просит их доставить в Лагерь Юпитера тело Джейсона. В это время прибывает Лео Вальдес. Будучи убитым горем, услышав судьбу Джейсона, он сообщает, что Лагерь Юпитера выиграл битву с тяжёлыми потерями, однако ничего не знает о втором нападении, которое планирует совершить Калигула. Аполлон, чувствуя личную ответственность за смерть Джейсона и поклявшись исполнить своё обещание, садится в самолет вместе с Мэг и улетает, чтобы предупредить Лагерь Юпитера о надвигающемся нападении.

## Главные герои
- Аполлон / Лестер Пападопулос — главный герой. Один из двенадцати олимпийцев. Он был изгнан с Олимпа своим отцом Зевсом, который превратил его в смертного подростка после завершения войны с Геей в «Крови Олимпа». Будучи Лестором, он должен освободить пятерых оракулов, который погрузились во тьму.
- Мэг МакКэффри — 12-летняя дочь Деметры, богини земледелия. Её отец был убит «Зверем», а впоследствии она была усыновлена императором Нероном, не подозревая, что тот и был «Зверем». Она владеет парой серповидных колец, которые могут превратиться в серпы из имперского золота, римского священного металла, подарок от Нерона.
- Гроувер Ундервуд — сатир, повелитель дикой природы.
- Пайпер МакЛин — дочь Афродиты, богини любви. Обладает редким даром очарования.
- Джейсон Грейс — сын Юпитера, римского аналога Зевса.
- Калигула — главный антагонист. Он является третьим членом «Триумвират Холдингс». Знаменит своими тиранией и жестокостью. Намеревается занять место Аполлона, став богом солнца.

## Выпуск книги
«Горящий лабиринт» был выпущен в Соединённых Штатах компанией «Disney-Hyperion» 1 мая 2018 года. Обложка книги была создана Джоном Рокко. В тот же день Listening Library разместил аудиокнигу, начитанную Робби Деймондом. Также книга вышла в электронном формате.
Первый тираж «Горящего лабиринта» составил 2 миллиона экземпляров. За первую неделю выхода «Горящего лабиринта» было продано более 52 000 копий. С выходом, книга возглавила список бестселлеров по версии Publishers Weekly, а также заняла 3-е место по общим показателям (в течение первых 2 недель). Издание в твёрдом переплёте расположилось на 1-е место по версии Amazon в категории греческие мифы и легенды для подростков и взрослых, став бестселлером. В Amazon Kindle она также расположилась на 1-ю позицию в категории меч и волшебство для подростков и взрослых. Неделю спустя после выхода книга заняла 6-е место по количеству проданных копий среди фантастических романов по показателям Amazon. Она дебютировала под №5 в списке бестселлеров USA Today. В списке бестселлеров The Wall Street Journal книга дебютировала под №2. В течение первой недели выхода «Горящий лабиринт» занял 2-е место в списке бестселлеров The New York Times.
В Великобритании и других государствах Содружества наций издательство Puffin Books выпустило англоязычные издания в твёрдом переплёте с обложкой Бена Хьюза. Издание Puffin также включало рассказ Перси Джексона. Хотя во многих неанглийских изданиях использовалась обложка Джона Рокко, созданная для американского издания, у некоторых были уникальные обложки других иллюстраторов. Кроме того, Barnes & Noble выпустила специальное издание, эксклюзивное для своих клиентов, которое также включало съёмную коллекцию головоломок. Также было выпущено другое издание, которое включало автограф Риордана, фронтиспис, форзац и картонный футляр.
На сайте Disney's книга рекомендована для детей возраста 12-14 лет.

## Продолжение
Четвёртая книга, «Гробница тирана», вышла 24 сентября 2019 года.